# Бошко Радоњић
Бошко Радоњић (Ужице, 17. мај 1943 − Београд, 31. март 2011) је био српско-амерички криминалац, некадашњи лидер ирско-америчке мафије у Њујорку. Био је један од чланова Српског ослободилачког покрета Отаџбина.

## Биографија

### Рани живот
Радоњић је рођен 17. маја 1943. године у Ужицу. Његовог оца Драгомира Радоњића су убили партизани због припадности Југословенској војсци у Отаџбини. После рата је био означен као "четнички син" што је породици отежало живот у СФРЈ.
Искористио је пријатељство са Милованом Ђорићем, фудбалером Црвене звезде, да 1970. године илегално уђе у аутобус за Грац, одакле касније одлази у Италију и на крају емигрира у Сједињене Америчке Државе. Помагао је пословне подухвате Душана Лангуре.

### Живот у САД
По доласку у САД, настанио је у Пакленој кухињи на Менхетну у Њујорку. Ту се придружио Српском ослободилачком покрету Отаџбина (СОПО), антикомунистичкој организацији српских емиграната. Спријатељио се са члановима организације, међу којима су били Никола Каваја и прота Стојиљко Кајевић. Убрзо су и Радоњића почели да прате агенти УДБЕ. Учествовао је на Савиндан 1975. године у акцији постављања бомби на конзулате и амбасаде у САД и Канади, у којима нико није био повређен. На суђењу 1978. године, признао је кривицу за учешће у овој акцији и осуђен је на затворску казну.
Из затвора излази 1982. године и враћа се у Њујорк, где постаје сарадник гангстера Џимија Кунана. Крајем деценије је успео да преузме читаву гангстерску групу ирско-америчке мафије у Њујорку. Обновио је сарадњу са мафијашком породицом Џона Готија и појавио се 1986. године пред првостепеном поротом у суђењу за рекетирање. Један од поротника је прећутао при избору да је Радоњићев пријатељ и након избора је од Готијевих сарадника узео 60.000 долара да гласа и лобира у пороти за њега, тако да је Готи осуђен 1992. године за недолично понашање на свега три године затвора.
Радоњић је сарађивао и са Војиславом Станимировићем (сарадником Пинк пантера) и његовим сином Павлом. Због истраге која је против њега покренута 1992. године, Радоњић напушта Сједињене Америчке Државе како би избегао кривично гоњење.

### Повратак у Србију
Почетком деведесетих, Радоњић је долазио у Србију, проводећи време између Београда у којем је отворио ноћни клуб Лотос у Змај Јовиној улици и казина који је отворио близу Краљеве воде на Златибору.

### Хапшење у Мајамију
Радоњић је наставио да често путује на карипске и јужноамеричке дестинације. Приликом једног таквог путовања у децембру 1999. године, ухапсила га је америчка гранична полиција у Мајамију на Флориди. Наиме, Радоњић је авионом из Европе летео за Кубу, где је требало да буде на прослави Нове године. Сазнавши да се Радоњић налази у авиону, ФБИ је преусмерио авион у Мајами и затворио читав аеродром док изврши хапшење.
Оптужен је за давање мита у износу од 60.000 долара поротнику на суђењу Џону Готију 1987. године. Оптужба је одбачена након што посредник између Радоњића и Поротника, кључни сведок овог процеса, ухапшен због кривичних дела у вези са дрогом, што је тужиоца навело да посумња у веродостојност његовог сведочења. Ослобођен је у марту 2001. године и одмах се вратио у Југославију.
После атентата на премијера Зорана Ђинђића, Радоњић је ухапшен у полицијској акцији Сабља.
Преминуо је након кратке болести 31. марта 2011. године у Београду. Сахрањен је 2. априла 2011. године у породичној гробници на гробљу у Ужицу.

## У популарној култури
- Нико Белић, главни лик Рокстарове игре Grand Theft Auto IV, делимично је инспирисан Бошком Радоњићем.